# 이야펠
이야펠(Illapel)은 칠레 코킴보 주 초아파 현의 도시이자 코무나다. 2012년 기준으로 인구는 30,074명이다.